# مصرف أوفشور
المصارف الخارجية أو المصارف الحرة (بالإنجليزية: offshore banks) هي مصارف واقعة خارج بلد إقامة المُودع، وتكون غالبًا في بلدان ذات ضرائب منخفضة أو مؤسسات مالية لا تخضع للرقابة الدولية. تتميز هذه المصارف بمزايا تتضمن:
- مزيد من الخصوصية وهو مبدأ وجد مع قانون المصارف السويسرية 1934
- ضرائب منخفضة أو معدومة (أي الملاذات الضريبية)
- سهولة الوصول إلى الودائع (على الأقل من حيث التنظيم)
- الحماية من عدم الاستقرار السياسي أو المالي

كثيرًا ما ترتبط المصرفية الخارجية مع السوق السوداء والجرائم المنظمة عن طريق التهرب الضريبي وغسيل الأموال، ولكن من الناحية القانونية، المصرفية الخارجية لا تمنع الموجودات من خضوعها لضريبة الدخل الشخصية على الفائدة. باستثناء أشخاص معينين يلبون متطلبات معقدة إلى حد ما، ضريبة الدخل الشخصية لكثير من الدول لا تفرّق بين الفوائد المكتسبة في البنوك المحلية والفوائد المكتسبة من الخارج. فعلى سبيل المثال، يجب على الأشخاص الخاضعين لنظام الضرائب الأمريكي أن يصرحوا بأي حسابات مصرفية خارجية يمتلكونه —سريًا كان أم عاديًا— وإلا فقد يتعرضون لعقوبة شهادة الزور. المصارف الخارجية قد تقرر عدم إخبار مصالح الضرائب الأخرى، وليس لديها التزامات قانونية لفعل ذلك، وذلك لأنها محمية بنظام سرية المصارف، وبالرغم من ذلك، فهذا لا يجعل التكتم على الدخل أو التهرب الضريبي لذلك الدخل قانونيًا.
بعد الحادي عشر من سبتمتبر عام 2001، كان هنالك الكثير من الدعوات لمزيد من الضبط والتنظيم للتمويلات الدولية، خصوصًا ما يتعلق بالمصارف الخارجية، والملاذات الضريبية، وبيوت المقاصّات مثل كليرستريم، لِكون هذه النظم التمويلية طريقة محتملة يتبعها منفذو التدفقات المالية غير المشروعة الكبرى.
ويقدر الخبراء أن الودائع الخارجية في العالم فاقت 10 تريليون دولار حصة وتتصدر الولايات المتحدة الأمريكية ب2 تريليون دولار.